# Extinction Rebellion
Extinction Rebellion (с англ. — «Восстание против вымирания»)  — социально-политическое движение, которое использует методы ненасильственной борьбы, чтобы выступать против климатических изменений, потери биоразнообразия и риска социально-экологического коллапса.
Движение было основано в Великобритании в мае 2018 года. Все началось с того, что ученые собрали приблизительно сотню подписей в поддержку движения. После этого были предприняты первые активные действия. В ноябре 2018 участниками движения были заблокированы 5 мостов на реке Темза в Лондоне. В апреле 2019 организация захватила 5 известных мест в центральном Лондоне.
Черпая вдохновение из массовых движений, таких как Occupy, сатьяграха Ганди, суфражистки, сторонники Мартина Лютера Кинга и другие борцы за гражданские права, а также из идей Джина Шарпа, Extinction Rebellion хотят получить поддержку во всём мире, ссылаясь на безотлагательность борьбы против климатических изменений. Большое число активистов движения выразило согласие быть арестованными и оказаться в тюрьме, подобно тактике массовых арестов Комитета 100 в 1961 году.
Движение использует песочные часы в круге, известные как символ вымирания, который служит предупреждением, что многие виды живых существ находятся под угрозой исчезновения.

## Манифест

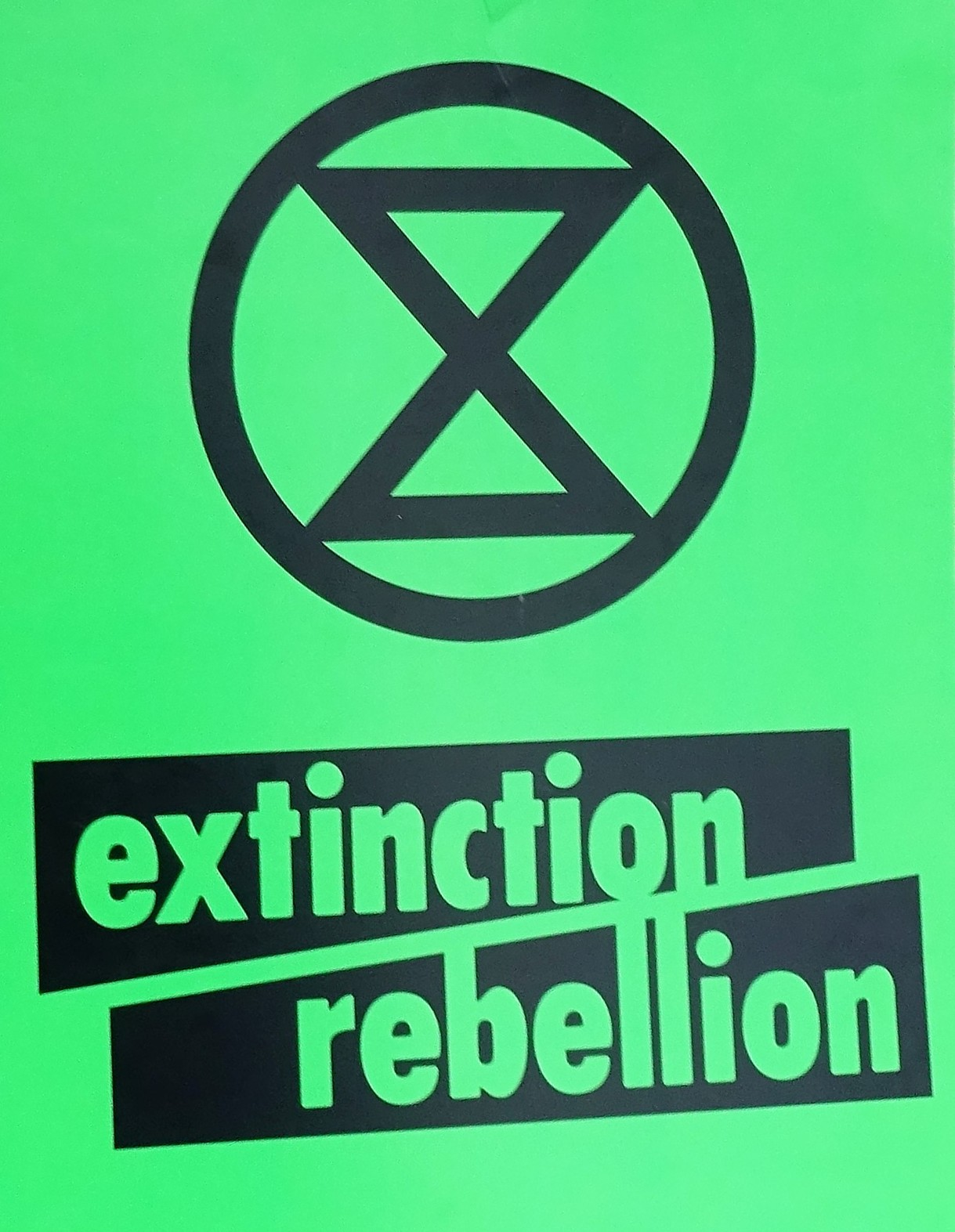
Плакат Extinction Rebellion. Логотип с символом вымирания.

### Требования
Extinction Rebellion указывает на своём официальном сайте следующие цели:
1. Правительство должно сказать правду о климатической ситуации и объявить чрезвычайное положение, разрабатывая решения вместе с другими гражданскими институтами в срочном порядке.
2. Правительство должно начать действовать сейчас, чтобы предотвратить потери биоразнообразия и уменьшить эмиссию газов к нулю до 2025 года.
3. Правительство должно создать Гражданское собрание по климату и экологической юстиции и впоследствии ориентироваться на принятые им решения.

### Заявленные принципы
XR утверждает следующее на своём веб-сайте и объясняет в декларации:
1. У нас должно быть общее видение будущего — создания мира, в котором смогут жить будущие поколения.
2. Мы устанавливаем нашу миссию — мобилизировать 3,5 % населения, чтобы добиться изменения системы, используя идеи вроде «momentum-driven organizing».
3. Нам нужна здоровая культура, чтобы построить здоровое и гибкое общество в будущем.
4. Мы открыто призываем себя и эту токсичную систему покинуть зону комфорта и предпринять действия, ведущие к изменениям.
5. Мы ценим размышления и изучение вопросов, следующих за действиями и ведущих к планированию последующих действий. Мы черпаем опыт и идеи из других движений и событий.
6. Мы рады каждому, кто активно работает, чтобы создать безопасный и доступный мир.
7. Мы активно снижаем влияние власти — разрушаем её иерархические структуры для более равноправного участия.
8. Мы избегаем обвинений и унижений — мы живём в токсичной системе, но никого из нас индивидуально не стоит винить.
9. Мы ненасильственная организация — мы используем ненасильственные стратегии и тактики, как наиболее эффективный путь достижения изменений.
10. Мы основаны на автономии и децентрализации — коллективно мы создаем структуры, которые нам нужны, чтобы бросить вызов власти. Любой, кто следует этим заявленным принципам и ценностям, может действовать от имени Extinction Rebellion[12].

## Поддержка
26 октября 2018 около 100 учёных подписало манифест, призывающий к действиям в поддержку движения. 9 декабря 2018 было опубликовано второе открытое письмо с подписями ещё ста учёных.
Кроме того, сообщество получило письма поддержки от таких деятелей, как актриса Эмма Томпсон, Грета Тунберг, учёный НАСА Джеймс Хансен, а также лингвист и общественный активист Ноам Хомский.

## Действия в России

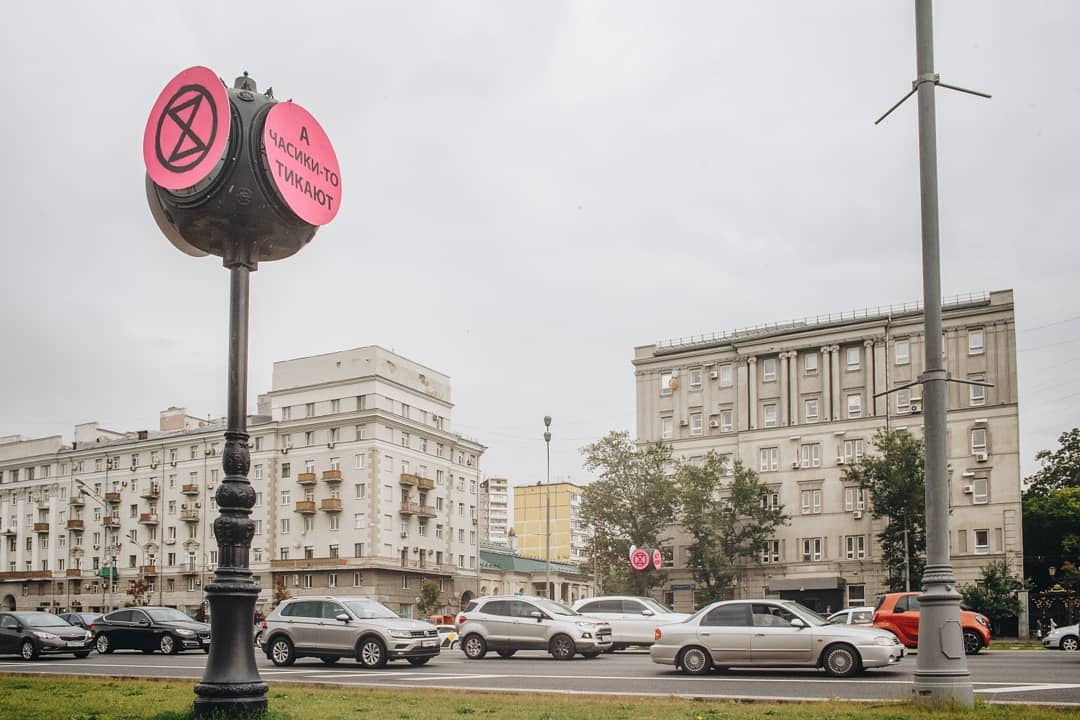
Часы на улице Правды с наклеенным логотипом XR

17 июля 2019 года в Москве у поворота на улицу Правды активистами движения был размещен лозунг с символом вымирания «Часики-то тикают» поверх уличных часов. Акция была проведена напротив здания Всероссийской государственной теле- и радиовещательной компании, а главным требованием активистов стал призыв к СМИ не замалчивать проблему климатического кризиса. Об акции активисты сообщили в своем инстаграме.

## Действия во всём мире

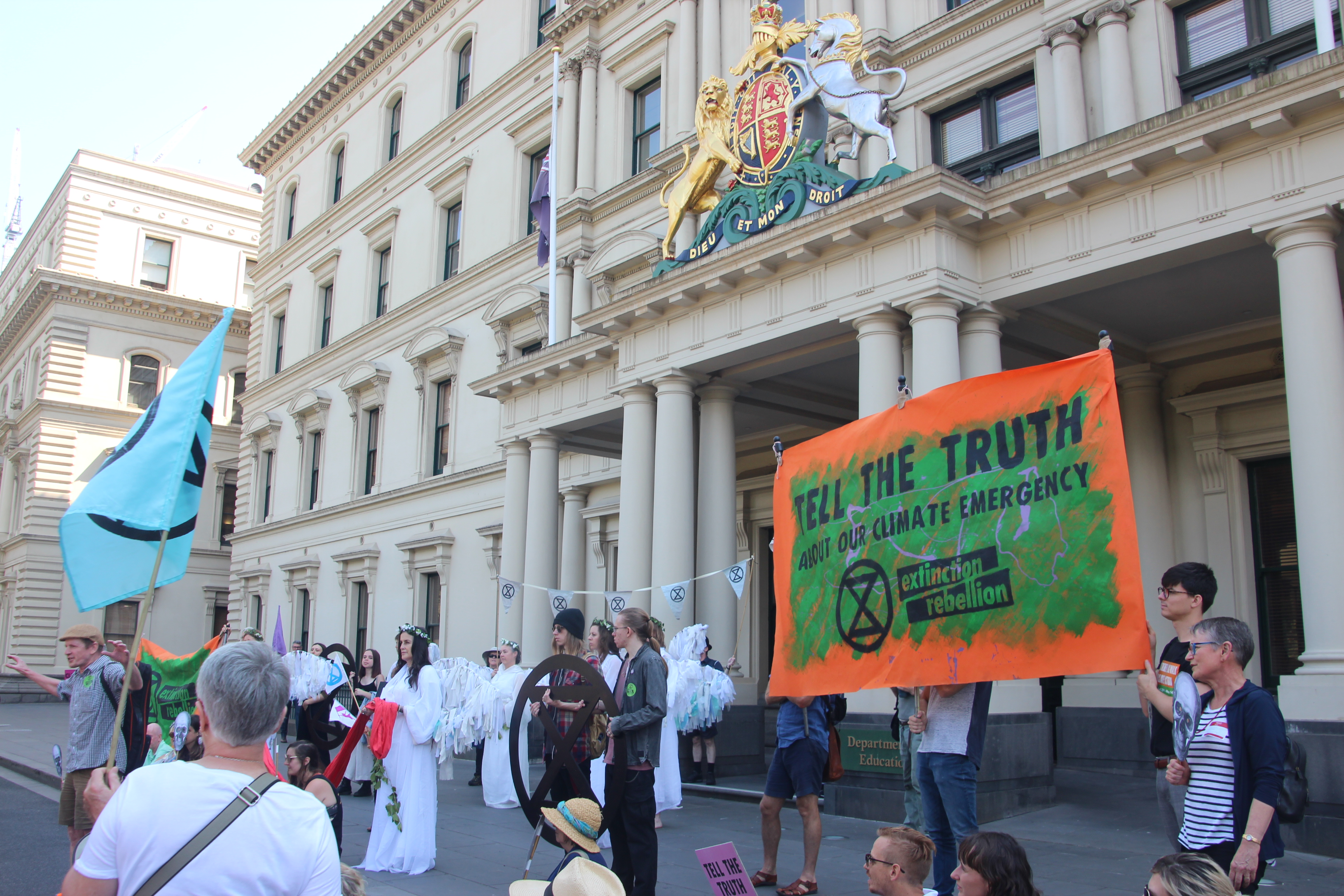
«День Декларации» возле правительства штата 22 марта 2019

Extinction Rebellion в Австралии объявили «День Декларации» 22 марта 2019 в Мельбурне, Аделаиде, Сиднее и Брисбене. Демонстранты собрались и протестовали с требованиями к правительству и средствам массовой информации признать и объявить чрезвычайное положение по климату. 15 апреля группа XR заняла часть парламента.
15 апреля активисты XR захватили Международный уголовный суд в Гааге, сформировав цепочку, после чего их арестовали. Подобные действия были организованы группами XR в Берлине, Гейдельберге, Брюсселе, Лозанне, Мадриде, Денвере и Мельбурне. В Нью-Йорке 17 апреля группа из 300 человек собралась у Ратуши Нью-Йорка с требованием объявить чрезвычайное положение по климату. В итоге около 60 человек были арестованы за оккупирование улицы и расклеивание постеров на уличных фонарях. Позднее в июне в Нью-Йорке было объявлено заявленное в требованиях «чрезвычайное климатическое положение».
В пятницу, 19 апреля, активисты XR заблокировали железнодорожное сообщение на одной из веток в Брисбене.

## Общественная поддержка
Исследование, которое проводилось в Лондоне в дни апрельских протестов, показало, что 46 % общественности Великобритании поддерживают движение, тем не менее дальнейшие опросы показали изменение во мнении в пользу 52 % против действий организации, причиной чаще всего называлось нарушение движения городского транспорта в протестах 17 апреля.
В мае 2019 Роджер Халлам и ещё 8 человек выступили как кандидаты-представители независимых лидеров чрезвычайной климатической ситуации в выборах в Европейский парламент в Лондоне и в юго-западной Англии. Они выиграли 7416 голосов из 3 917 854 в этих избирательных округах.
В июне 2019 года 1000 профессионалов в области здравоохранения в Великобритании и во всём мире, включая профессоров, известных общественных фигур в области медицины, бывших президентов, колледжей призвали к гражданскому неповиновению, вызванному «печально неадекватными» действиями властей в отношении климатической политики. Они призвали политиков и журналистов признать факт безотлагательности климатической ситуации и перейти к действиям. Они поддержали волну школьных движений и Extinction Rebellion.

## Критика
Некоторые критикуют движение за нереалистичные требования. Организация Energy and Climate Intelligence Unit, которая поддерживает их настойчивые действия и требования, называет сроки, на которых настаивает XR, амбицией, которая технически, экономически и политически не имеет абсолютно никаких шансов быть осуществлённой. Они подсчитали: чтобы достичь нулевых углеродных выбросов до 2025 года, в последующие 6 лет должны быть полностью прекращены полёты, 38 миллионов машин должны прекратить передвижение, а 26 миллионов газовых котлов — перестать действовать.
Контртеррористическое подразделение британской полиции в 2020 году включило Extinction Rebellion в список потенциальных угроз национальной безопасности.

## Список используемой литературы
- This Is Not a Drill: An Extinction Rebellion Handbook, Penguin Books, June 2019 (ISBN 9780141991443).